# Dionysia gaubae
Dionysia gaubae är en viveväxtart som beskrevs av Joseph Friedrich Nicolaus Bornmüller. Dionysia gaubae ingår i dionysosvivesläktet som ingår i familjen viveväxter. En underart finns i Catalogue of Life: D. g. megalantha.

## Bilder

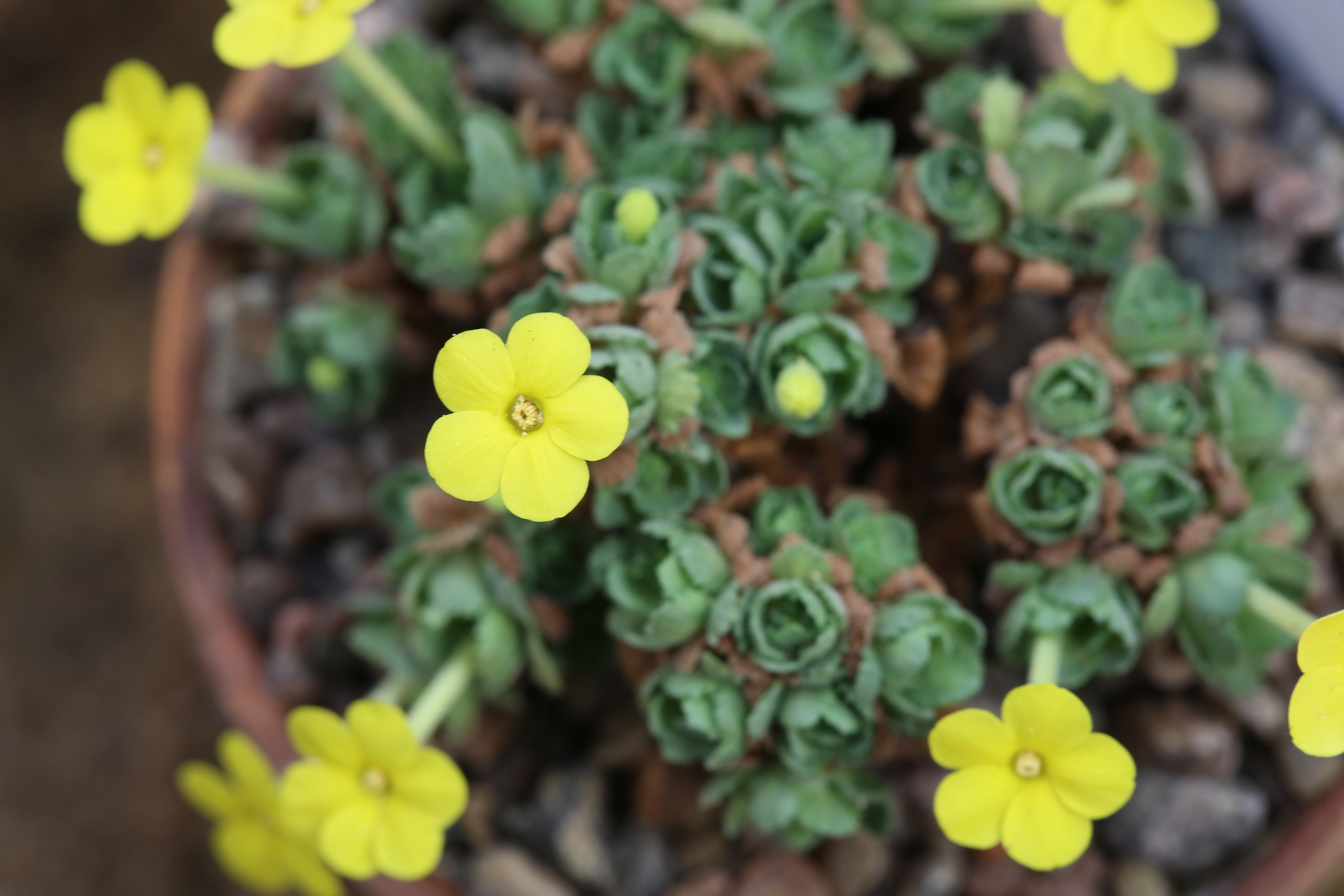
D. g. megalantha
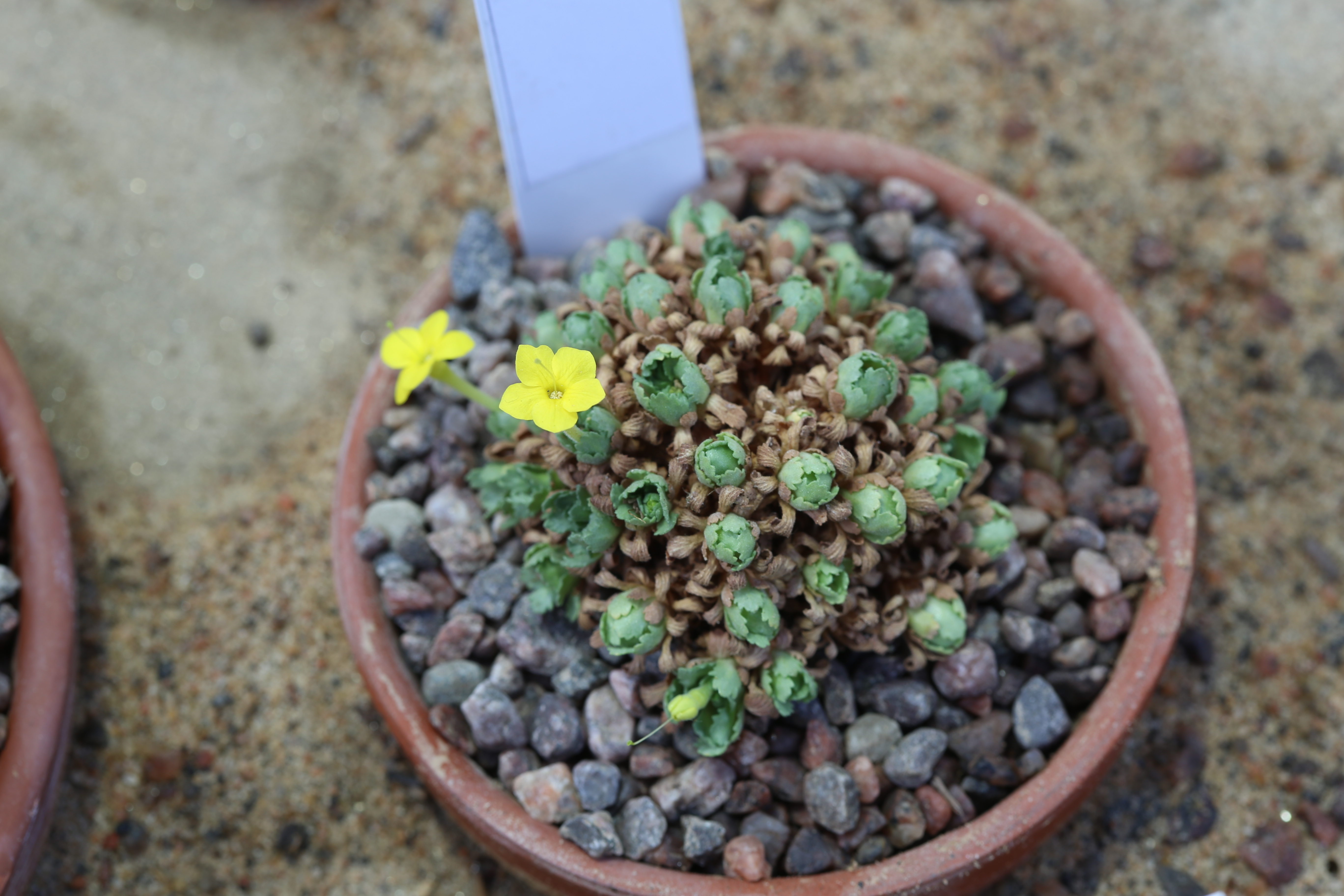
D. g. Galantha
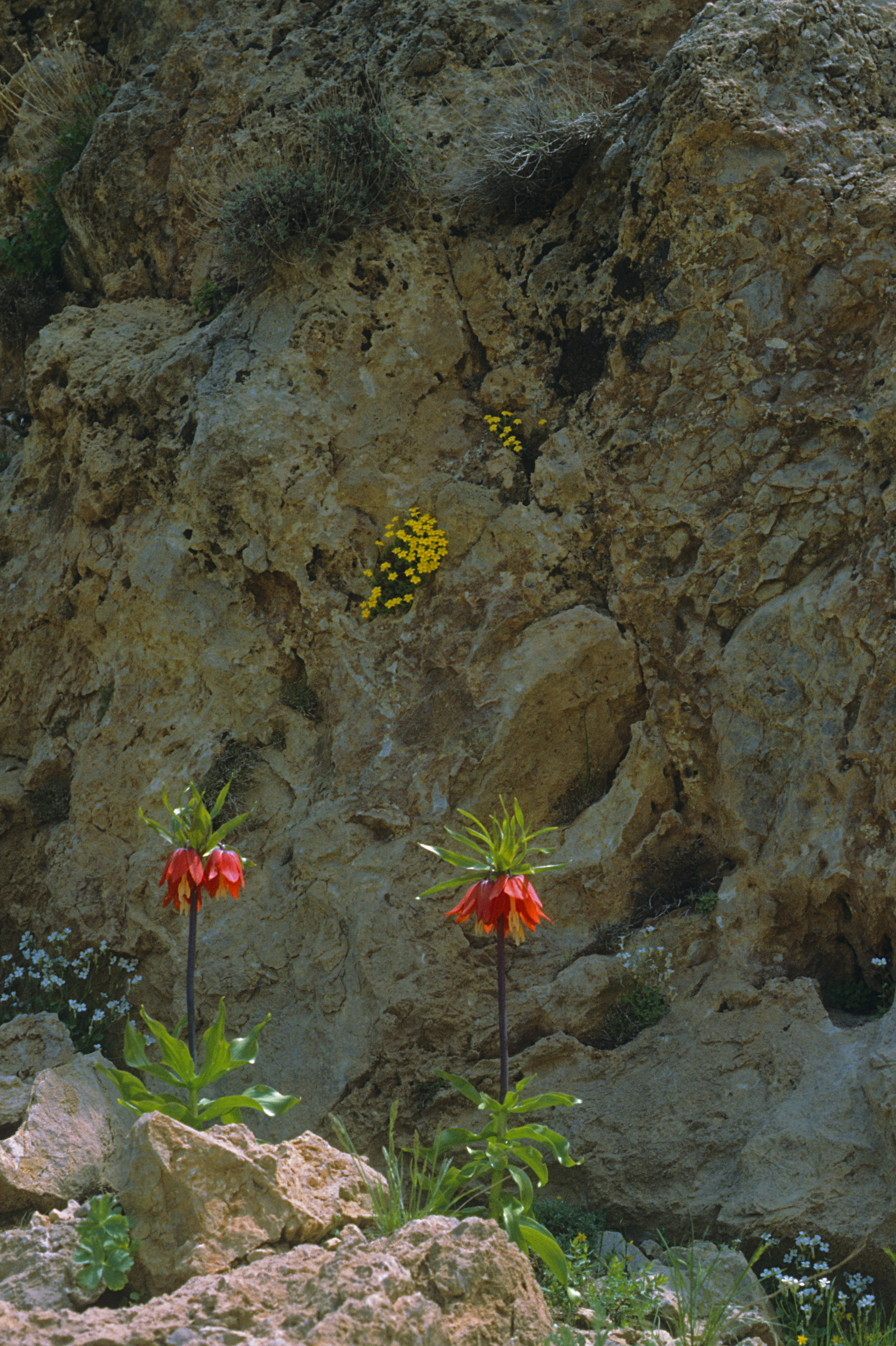
Vildväxande Dionysia gaubae (i bakgrunden) med Fritillaria imperialis i förgrunden.